# 陳米薇
米薇（1990年02月04日—），台灣女藝人。
本名陳米薇Mia Chen，2009年畢業於華岡藝術學校後，擔任雜誌模特，於選美活動擔任項目大使、代言品牌廣告。
2010年曾參與了我愛黑澀會團體出道，目前以拍戲及綜藝通告為主，活耀於演藝圈內。
2018年設立影視公司，同年在愛奇藝奇秀深夜食堂上海站，擔任製作人以及節目主持人，並在隔年榮獲得愛奇藝認可，最具影響力節目獎榮譽。
2020年創立個人運動品牌活躍於健身領域。
2024年赴往美國洛杉磯進修。

## 經歷
- 2010  電視節目《我愛黑澀會》
- 2016  網路戲劇《親愛的公主病》
- 2016  電影《魚腸劍》
- 2016 電視劇《春花望露》飾阿珠
- 2016  電視節目《康熙來了》
- 2016 電視節目《小明星大跟班》
- 2017  網路節目騰訊《玩味食棠》女主持人
- 2017  網路節目《毛孩家族》女主持人
- 2018  網路節目愛奇藝《婷婷姊妹淘》女主持人
- 2018  網路節目愛奇藝《深夜食堂上海站》製作人/女主持人
- 2018  網路節目《食在玩家》女主持人
- 2019電視節目《飢餓遊戲》來賓
- 2019電視節目《綜藝新時代》來賓
- 2022電視節目《挑戰吧！大神》來賓

## 外部連結
- 陳米薇的Facebook專頁
- 陳米薇的Instagram帳戶
- 陳米薇的新浪微博